# Juventus (folyóirat, 1972–)
A Juventus Temesvárt a Temesvári 2-es számú Matematika–Fizika Líceum 1972-ben indult időszaki diáklapja. (Előzménye Gaudeamus). A litografált első szám után már 16 nyomtatott oldalon jelenik meg ezer példányban. Borítólapját Kazinczy Gábor grafikusművész tervezte. Szerkesztését kezdetben Kardos Dalma, Toszó Emese, Simon Tibor tanárok irányították, 1975-től Tácsi Erika igazgató felelt a lapért. Diák-főszerkesztői időrendben: Herényi Erzsébet, Mészáros Ildikó, Kovács Erika, Józsa Enikő, Tamás Mónika, Szabó Judit. A változatos profilú lapot, amely igyekezett – miként egy beköszöntő cikk körvonalazta – "a köri tevékenység, a kutatómunka, a szervezeti élet színes krónikája, az iskolai élet hű tükre, az ifjú tollforgatók fóruma lenni", a tanulók írták, a fényképek, rajzok, karikatúrák ugyancsak a diákok munkái.
A lap tudósít az iskolában szervezett író–olvasó találkozókról: ezek szerint Anavi Ádám, Balogh Edgár, Bodor Pál, Bálint-Izsák László, Laurenţiu Cerneţ, Domokos Géza, Anghel Dumbrăveanu, Endre Károly, Huszár Sándor, Kányádi Sándor, Kubán Endre, Mandics György, Szász János kereste fel a líceumot. Vendégeikkel a fiatalok számos interjút készítettek, s 1977-től sorozatosan közölték beszélgetéseiket Szekernyés Jánossal Temesvár irodalom- és művelődéstörténeti emlékeiről. Az 1975-ös interjúpályázatot 1977-ben az Ady Temesváron c. pályázat követte.
"Înfrăţiţi" címmel a diáklapnak állandó román nyelvű rovata is volt.